# Лилейкис, Ромас
Ромас Лилейкис (лит. Romas Lileikis; род. 2 октября 1959, Вильнюс) — президент Республики Ужупис, поэт, музыкант и режиссёр фильмов.

## Биография
Родился 2 октября 1959 года в Вильнюсе.
С 1977 по 1978 год учился в Литовской государственной консерватории. В 1985 году окончил филологический факультет Вильнюсского университета.
Автор конституции (совместно с Томасом Чепайтисом) и самопровозглашённый президент Республики Ужупис.

## Работы в кинематографе

### Режиссёр
- 2008 — «Небесная тень» («Dangaus šešėlis», Литва, документальный)
- 2006 — «Saša»
- 2001 — «K+M+B»
- 1995 — «Olandų gatvė»
- 1995 — «Anapus»
- 1989 — «Я есть» (Aš esu, Литва)

### Сценарист
- 2014 — «Радзивиллиада» («Radviliada», Латвия, Литва, Швейцария, документальный)
- 1989 — «Я есть» («Aš esu», Литва)

## Награды
- Орден Креста земли Марии 5 класса (15 мая 2013 года, Эстония)[3]